# Дипарке (Квебек)
Дипарке (фр. Duparquet) је град у Канади у покрајини Квебек. Према резултатима пописа 2011. у граду је живело 657 становника.

## Становништво
Према резултатима пописа становништва из 2011. у граду је живело 657 становника, што је за 2,8% више у односу на попис из 2006. када је регистровано 639 житеља.
| 2006. | 2011. |
| ----- | ----- |
| 639   | 657   |